# Comuna Cikalove, Nîjnohirskîi
Cikalove (în ucraineană Чкалове) este o comună în raionul Nîjnohirskîi, Republica Autonomă Crimeea, Ucraina, formată din satele Cikalove (reședința), Kovrove, Luhove, Stepanivka, Velîkosillea și Zalîvne.

## Demografie
Componența lingvistică a comunei Cikalove
     Rusă (64,06%)
     Tătară crimeeană (17,36%)
     Ucraineană (15,94%)
     Alte limbi (0,32%)
Conform recensământului din 2001, majoritatea populației comunei Cikalove era vorbitoare de rusă (64,06%), existând în minoritate și vorbitori de tătară crimeeană (17,36%) și ucraineană (15,94%).